# Lowe Peak
Lowe Peak är en bergstopp i Antarktis. Den ligger i Östantarktis. Nya Zeeland gör anspråk på området. Toppen på Lowe Peak är 1 060 meter över havet, eller 162 meter över den omgivande terrängen. Bredden vid basen är 3,1 km.
Terrängen runt Lowe Peak är huvudsakligen kuperad, men österut är den bergig. Trakten är obefolkad. Det finns inga samhällen i närheten.